# Condensação de Dieckmann
A condensação de Dieckmann é uma reação química intramolecular de um composto orgânico que conta com dois grupos éster em presença de base para dar um β-ceto-éster.. Recebe este nome devido ao químico alemão Walter Dieckmann (1869–1925). É o equivalente intramolecular da condensação de Claisen.
A formação de anéis de 5 ou 6 átomos de carbono é mais favorável.

## Mecanismo de reação
O hidrogênio ácido entre os dois grupos carbonila é deprotonado na etapa quatro. Protonação com um ácido de Brønsted-Lowry (H3O+ por exemplo) forma novamente o β-ceto éster. Esta estapa de deprotonação é a força condutora desta reação.
Devido à estabilidade estérica das estruturas de cinco e seis membros, estes irão ser formados preferencialmente. 1,4- e 1,6 diésteres irão formar β-ceto ésteres cíclicos de cinco membros, enquanto 1,5- e 1,7 diésteres irão formar β-ceto ésteres de seis membros.
| Animation zum Reaktionsmechanismus der Dieckmann-Kondensation |
| animação                                                      |